# Pascalina

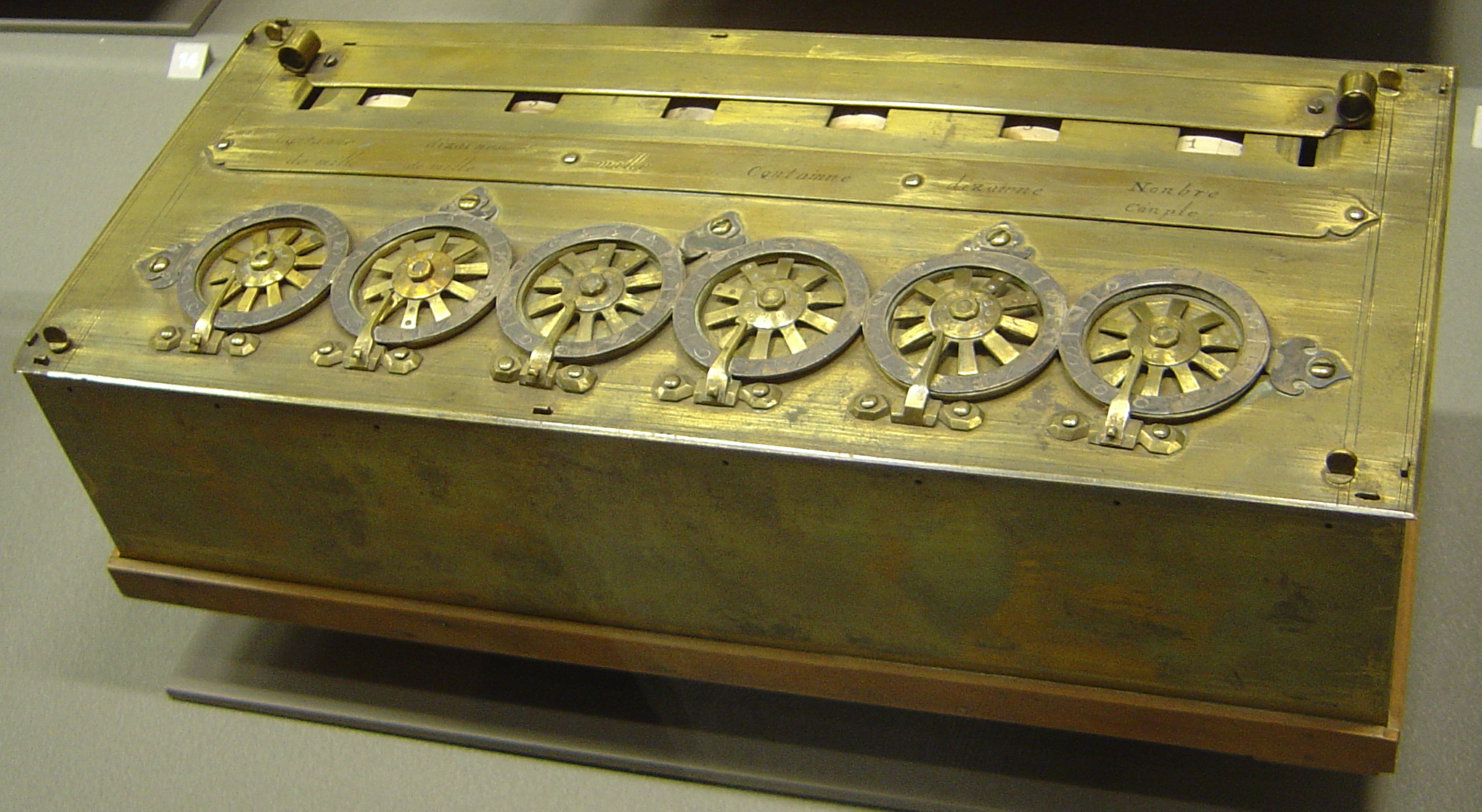
Un esemplare di pascalina

La pascalina (in francese pascaline) è uno strumento di calcolo precursore della moderna calcolatrice.
Fu inventata nel 1642 dal matematico e filosofo francese Blaise Pascal, da cui prese il nome. Lo strumento consente di addizionare e sottrarre numeri composti da un massimo di dodici cifre, operando automaticamente i riporti.
Per molti secoli si pensò che fosse la prima macchina aritmetica mai realizzata. In realtà questo dispositivo a ruote era stato preceduto di circa vent'anni da un analogo tentativo dello scienziato tedesco Wilhelm Schickard.
La sua notorietà fu notevolmente amplificata dall'accurata descrizione che di essa diedero Diderot e d'Alembert nella Encyclopédie e che la rese punto di riferimento per la realizzazione di molte calcolatrici successive.

## Storia

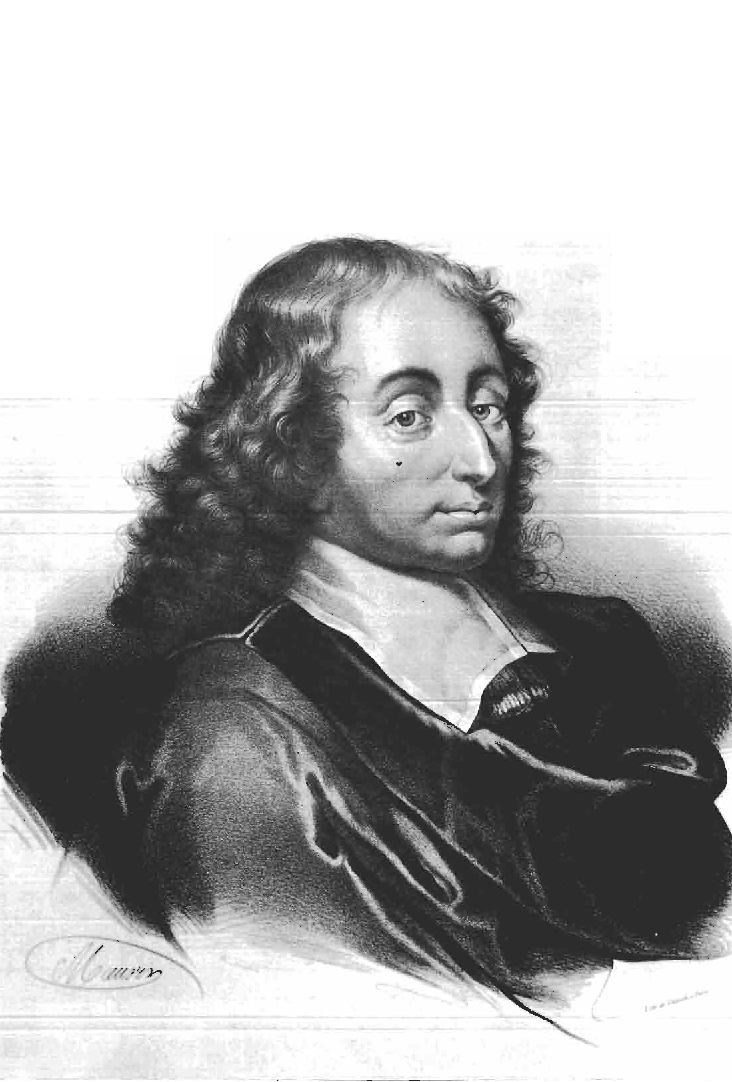
Un ritratto di Blaise Pascal, inventore della pascalina

Il padre di Blaise Pascal, Étienne, oltre ad essere anch'egli un brillante matematico, era un intendente di finanza a Rouen e ciò lo costringeva spesso a lunghi e impegnativi calcoli. Il diciannovenne Blaise, che si era già affermato come matematico pubblicando anche alcuni trattati, lavorò all'invenzione per aiutare il padre nello svolgimento della sua professione. Dopo la realizzazione di alcuni prototipi, Blaise trovò un abile artigiano orologiaio che gli costruì un primo esemplare nel 1645 per presentarlo a Pierre Seguire, cancelliere del cardinale Armand-Jean Richelieu, che lo incoraggiò a migliorare la sua invenzione.
Nel 1649 il re di Francia Luigi XIV concesse a Blaise Pascal l'esclusiva per la produzione e la commercializzazione della pascalina ed egli, contrariamente a Schickard, avviò una articolata pubblicizzazione in tutta Europa mediante la corrispondenza epistolare con molti letterati e studiosi di sua conoscenza e un articolo, apparso nel 1652, sul periodico Muse Historique. L'articolo era privo di illustrazioni, il che coincide con la testimonianza del fisico veneziano Giovanni Poleni (1685-1761), che asserì di non aver visionato il meccanismo.
A seguito dei primi incoraggianti successi, Pascal fece realizzare dallo stesso orologiaio di Rouen diversi altri esemplari di pascalina, forse una cinquantina. Pascal donò alcuni esemplari ad eminenti personaggi europei, come la regina Cristina di Svezia, la duchessa Maria Luisa Gonzaga e la regina di Polonia, Maria Luisa de la Grange d'Arquien. Inoltre, tramite il fisico olandese Christiaan Huygens, un modello fu condotto a Londra, dove fu presentato alla Royal Society ottenendo le lodi di Robert Hooke, malgrado il suo iniziale scetticismo.
Soltanto nove di questi esemplari della produzione originale sono sopravvissuti fino ai nostri giorni. Tra questi, uno è conservato al Museo Zwinger di Dresda e quattro al Musée des arts et métiers di Parigi.
Successivamente lo sviluppo della pascalina ebbe un arresto a seguito della crisi mistica che colse Blaise Pascal nel 1650 e che lo portò ad accantonare gli studi scientifici per dedicarsi prevalentemente alla filosofia.
Contrariamente alla macchina di Schickard, che benché antecedente e tecnicamente superiore venne ignorata fino alla fine del Novecento, la notorietà della pascalina continuò a crescere. Alcuni inventori contemporanei e successivi, come ad esempio Samuel Morland e Tito Livio Burattini, svilupparono addizionatrici molto simili ed entrambi gli esemplari realizzati dai due studiosi vennero donati a Cosimo III de' Medici, mentre Leibniz partirà proprio dallo studio della pascalina per realizzare la sua Stepped Reckoner, che fu la prima calcolatrice ad operare tutte e quattro le operazioni aritmetiche.
L'interesse verso la pascalina crebbe ulteriormente dopo il 1779 grazie alla Grande Encyclopédie di Diderot e allo sviluppo dell'industria meccanica di precisione che permetteva la realizzazione di strumenti simili a costo contenuto e nello stesso periodo due copie dell'addizionatrice vennero prodotte nella lontana Cina. Addizionatrici chiaramente derivate dalla pascalina, anche se più perfezionate, continueranno ad essere costruite su larga scala fino agli anni sessanta del Novecento.
La prima macchina calcolatrice da scrivania programmabile di sempre, la Programma 101, lanciata dall'azienda italiana Olivetti nel 1965, essendo stata ideata da un gruppo di progettisti guidati dall'ingegnere Pier Giorgio Perotto, ricevette il soprannome di Perottina, sulla falsariga della pascalina.

## Caratteristiche
La pascalina è costituita da una base in legno e una scocca in metallo contenente svariati meccanismi interni. Il primo esemplare e la maggior parte di quelli successivi erano macchine contabili. Quindi non operavano in base decimale ma nell'unità monetaria dell'epoca, la Lire, che era formata da venti soldi, a loro volta formati da dodici denari. Furono realizzate anche pascaline decimali o per sommare le unità di lunghezza dell'epoca, come si vede dal seguente prospetto che suddivide per tipologia le Pascaline attualmente esistenti. 
| Tipo       | Numero esemplari | Tutte le altre ruote           | 4ª ruota         | 3ª ruota          | 2ª ruota        | 1ª ruota       |
| ---------- | ---------------- | ------------------------------ | ---------------- | ----------------- | --------------- | -------------- |
| Contabile  | 6                | Centinaia ... base 10          | decine base 10   | lire base 10      | soldi base 20   | denari base 12 |
| Decimale   | 2                | Decine di migliaia ... base 10 | migliaia base 10 | centinaia base 10 | decine base 10  | unità base 10  |
| Geometrico | 1                | Decine ... base 10             | Tese base 10     | Piedi base 6      | Pollici base 12 | Ligne base 12  |

Come è visibile ancora negli esemplari conservati, il prospetto superiore della pascalina riporta diverse rotelle azionabili con un apposito stilo e collegate ai meccanismi interni utili all'effettuazione del calcolo esadecimale della Lire francese; da destra a sinistra le singole rotelle riportano le relative diciture: Deniers (Denari), Sols (Soldi), Unitées (Unità), Dixaines (Decine), Centaines (Centinaia), Mille (Migliaia), Dixaine de mille (Decine di migliaia), Centaine de mille (Centinaia di migliaia). Al di sopra e in corrispondenza di ciascuna rotella vi è poi una piccola apertura con all'interno un disco numerato che scorre per indicare il risultato del calcolo. Furono poi realizzate anche versioni della pascalina per il calcolo decimale, con rotelle divise in dieci settori, dallo 0 al 9 e altre versioni per sommare grandezze (ad es. lunghezze) nelle unità francesi dell'epoca. Le diverse versioni differivano solo per le prime ruote a destra, che avevano un numero di settori diverso.

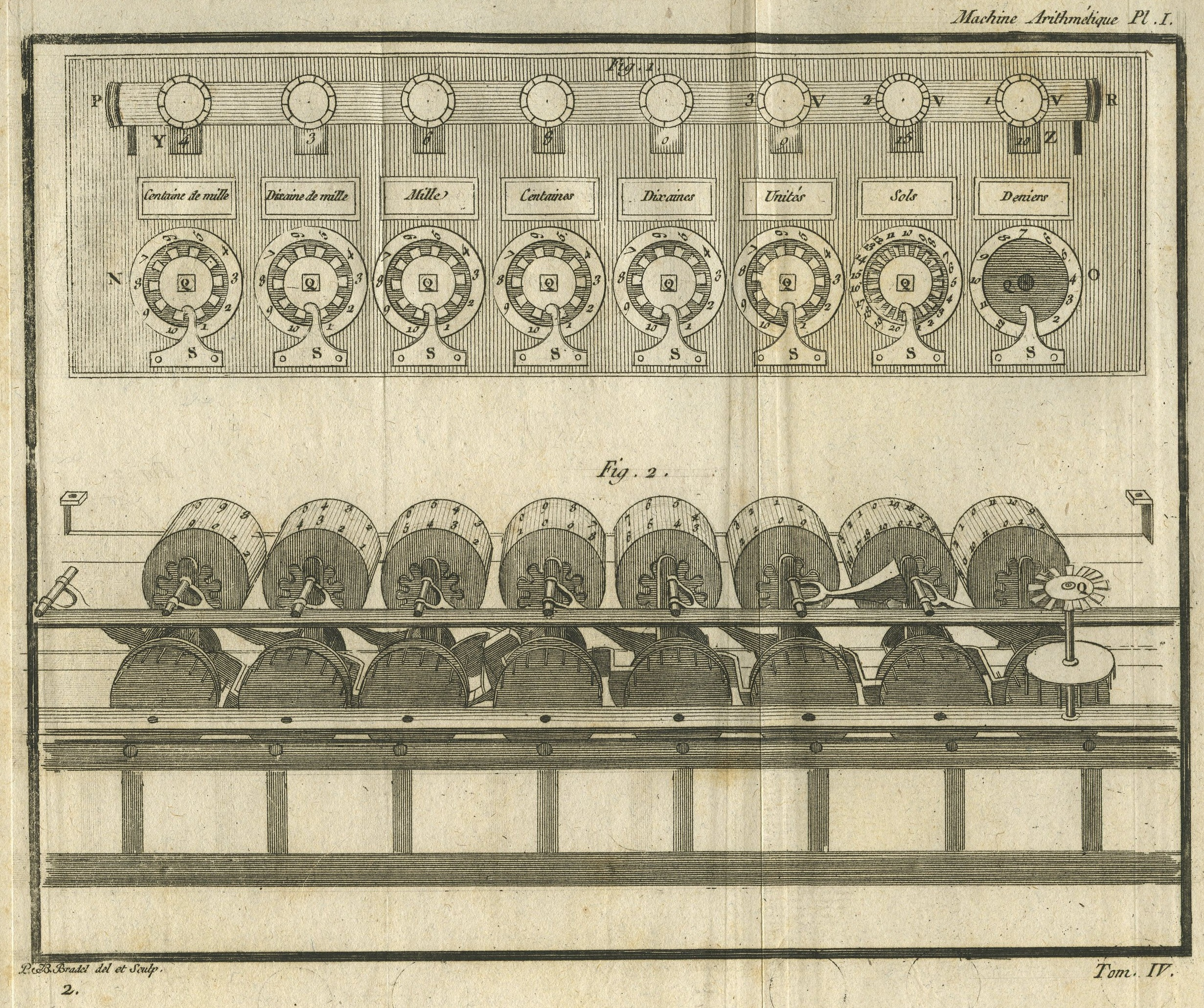
La meccanica interna
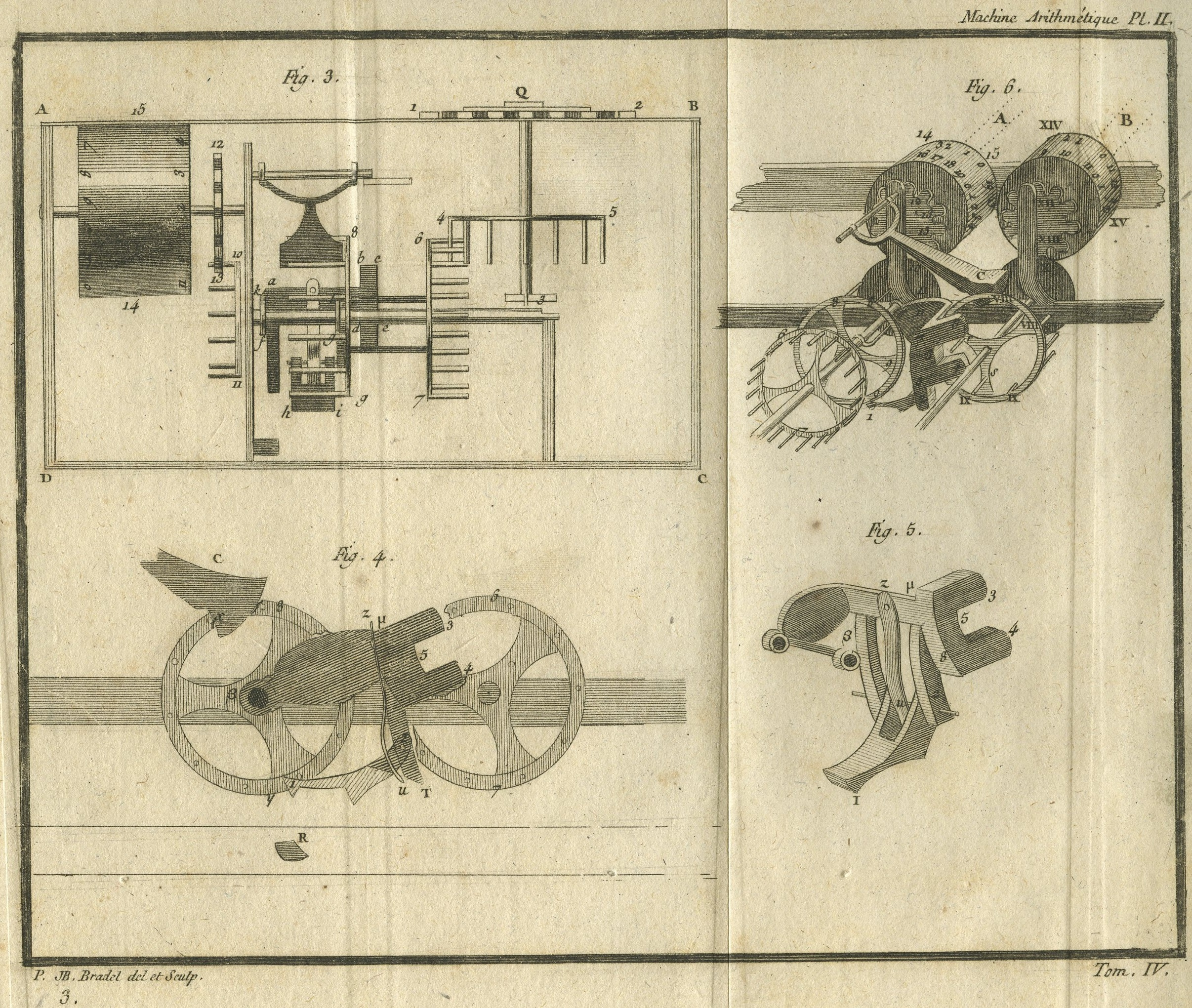
Dettagli del sistema di riporto

L'aspetto tecnicamente più innovativo della pascalina rispetto agli abachi, gli unici strumenti di calcolo noti all'epoca, fu l'introduzione del meccanismo di riporto che permetteva di inserire solo le cifre da addizionare senza costringere l'operatore ad effettuare un'apposita operazione. Ciò era possibile grazie ad un collegamento meccanico tra le ruote numerate, detto sautoir, ideato dallo stesso Pascal. Esso faceva sì che la completa rivoluzione di una ruota provocasse l'avanzamento di un'unità da parte di quella immediatamente alla sua sinistra. L'efficienza del sautoir era limitata e consentiva di estendere il riporto a poche ruote successive (come nell'eventualità della somma "999 + 1"), se lo si forzava ad operare su troppe ruote si rischiava di danneggiare la macchina. Inoltre, il meccanismo non consentiva la reversibilità del movimento, quindi la sottrazione poteva essere eseguita soltanto ricorrendo al trucco di sommare il complemento. In generale la pascalina presentava dei problemi di attrito dei meccanismi metallici e delle rotelle che si risolsero soltanto quando, agli inizi del Novecento, la tecnologia permise la realizzazione di ingranaggi estremamente precisi e opportunamente sagomati in modo da ridurre al minimo gli attriti.

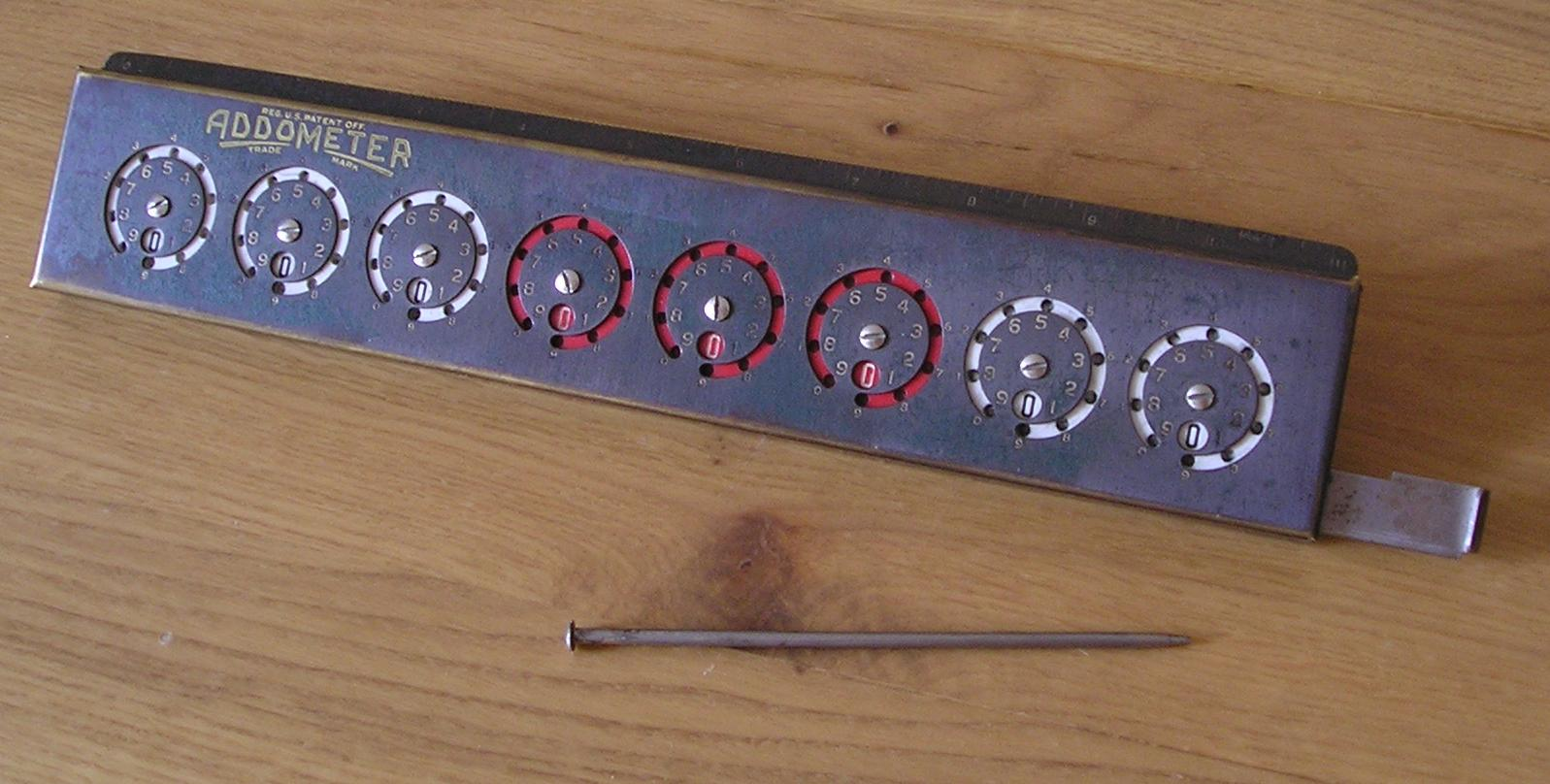
Un esemplare di Addometer model B
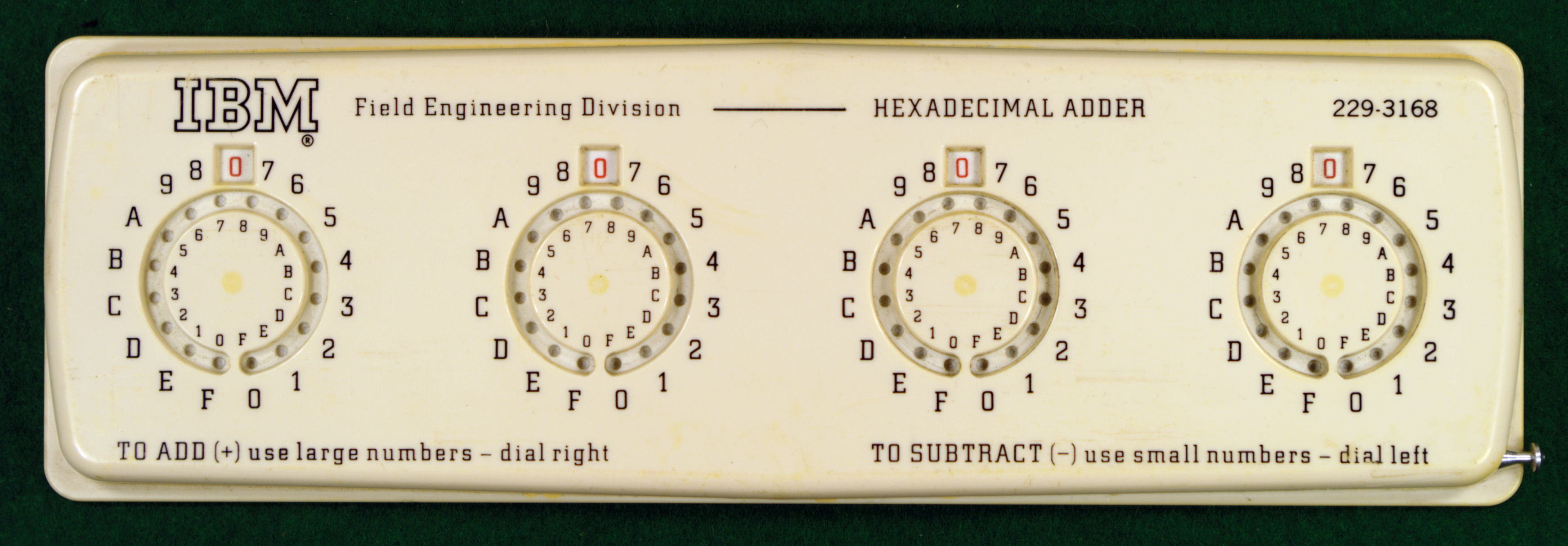
L'addizionatrice esadecimale dell'IBM

Le ultime macchine costruite ispirandosi alla pascalina furono delle addizionatrici "tascabili", come l'Addometer (circa 30×6×1,5 cm), molto diffuse nella prima metà del XX secolo, soprattutto negli Stati Uniti. Negli anni sessanta, IBM fece realizzare per i propri ingegneri un'addizionatrice di plastica simile a queste ultime.